# 68947 Brunofunk
68947 Brunofunk este un asteroid din centura principală de asteroizi.

## Descriere
68947 Brunofunk este un asteroid din centura principală de asteroizi. A fost descoperit pe 8 august 2002 la Observatorul Palomar de Sebastian F. Hönig. Asteroidul prezintă o orbită caracterizată de o semiaxă mare de 2,77 ua, o excentricitate de 0,08 și o înclinație de 2,9° în raport cu ecliptica.